# Cena ziemi rolniczej
Cena ziemi rolniczej – skapitalizowana renta gruntowa, proporcjonalna do zdolności danej działki do plonowania i odpowiadająca relacji podaż-popyt na ziemie w danym czasie i w danym miejscu.

## Cena ziemi rolniczej w świetle ustawy o kształtowaniu ustroju rolnego z 2003 r.
W ustawie z 2003 r. o kształtowaniu ustroju rolnego przyjęto zasady kształtowania ustroju rolnego państwa przez:
- poprawę struktury obszarowej gospodarstw rolnych;
- przeciwdziałanie nadmiernej koncentracji nieruchomości rolnych;
- zapewnienie prowadzenia działalności rolniczej w gospodarstwach rolnych przez osoby o odpowiednich kwalifikacjach.

Za gospodarstwo rodzinne uważa się gospodarstwo rolne:
- prowadzone przez rolnika indywidualnego;
- w którym łączna powierzchnia użytków rolnych jest nie większa niż 300 ha.

Za rolnika indywidualnego uważano osobę fizyczną, będącą właścicielem lub dzierżawcą nieruchomości rolnych o łącznej powierzchni użytków rolnych nieprzekraczającej 300 ha. Osoba prowadzi osobiście gospodarstwo rolne, posiada kwalifikacje rolnicze, zamieszkuje w gminie, na obszarze której położona jest jedna z nieruchomości rolnych wchodzących w skład tego gospodarstwa.
Osoba fizyczna osobiście prowadzi gospodarstwo rolne, jeżeli podejmuje wszelkie decyzje dotyczące prowadzenia działalności rolniczej w tym gospodarstwie.
Osoba fizyczna posiada kwalifikacje rolnicze, jeżeli:
- uzyskała wykształcenie rolnicze co najmniej zasadnicze lub wykształcenie średnie lub wyższe;
- osobiście prowadziła gospodarstwo rolne lub pracowała w gospodarstwie rolnym przez okres co najmniej 5 lat.

Według danych Głównego Urzędu Statystycznego ceny ziemi rolniczej kształtowały się następująco:
| Rok  | Cena         |
| ---- | ------------ |
| 2004 | 6634 zł/ha   |
| 2005 | 8224 zł/ha   |
| 2006 | 9290 zł/ha   |
| 2007 | 12 134 zł/ha |
| 2009 | 17 042 zł/ha |
| 2010 | 18 037 zł/ha |
| 2013 | 26 339 zł/ha |
| 2014 | 32 317 zł/ha |
| 2015 | 38 579 zł/ha |

## Cena ziemi rolniczej w świetle ustawy o wstrzymaniu sprzedaży nieruchomości Zasobu Własności Rolnej Skarbu Państwa oraz o zmianie niektórych ustaw z 2016 r.
W ustawie z 2016 r. o wstrzymaniu sprzedaży nieruchomości Zasobu Własności Rolnej Skarbu Państwa oraz o zmianie niektórych ustaw przyjęto, że w okresie 10 lat od dnia wejścia w życie ustawy wstrzymuje się sprzedaż nieruchomości albo ich części wchodzących w skład Zasobu Własności Rolnej Skarbu Państwa.
Do realizacji ustawy zobowiązany został Krajowy Ośrodek Wsparcia Rolnictwa w zakresie:
- rozpatrywania wniosków i wydawania decyzji administracyjnych na nabycie nieruchomości rolnych;
- wykonywania prawa pierwokupu oraz prawa nabycia nieruchomości rolnych;
- wykonywania prawa pierwokupu oraz prawa nabycia udziałów i akcji spółek kapitałowych będących właścicielami lub użytkownikami wieczystymi nieruchomości rolnej o powierzchni co najmniej 5 ha albo nieruchomości rolnych o łącznej powierzchni co najmniej 5 ha;
- rozpatrywania wniosków i wydawania decyzji administracyjnych na zbycie lub oddanie w posiadanie innym podmiotom nabytych nieruchomości rolnych przed upływem okresu 5 lat;
- nabywania na własność Skarbu Państwa nieruchomości rolnych w celu poprawy struktury obszarowej gospodarstw rolnych;
- sprawowania nadzoru nad spełnianiem zobowiązań ustawowych przez nabywców nieruchomości rolnych.

Według danych Głównego Urzędu Statystycznego ceny ziemi rolniczej kształtowały się następująco:
| Rok  | Cena         |
| ---- | ------------ |
| 2017 | 41 287 zł/ha |
| 2018 | 44 381 zł/ha |
| 2019 | 47 233 zł/ha |
| 2020 | 48 096 zł/ha |

Ceny ziemi rolniczej w układzie wojewódzkim były zróżnicowane regionalnie i terytorialnie, przy czym w 2020 r.najwyższe ceny notowane były w woj. wielkopolskim (64 423 zł/ha), w woj. kujawsko-pomorskim (56 372 zł/ha) i w woj. podlaskim (51 173 zł/ha). Z kolei najniższe ceny ziemia rolnicza notowano w woj. zachodniopomorskim (28 797 zł/ha), w woj. lubuskim (29 125 zł/ha) oraz w woj. podkarpackim (30 012 zł/ha).

## Ustawa o kształtowaniu ustroju rolnego po nowelizacji z 2019 r.
Znowelizowanie ustawy o kształtowaniu ustroju rolnego z 2019 r. określała zasady kształtowania ustroju rolnego państwa przez:
- poprawę struktury obszarowej gospodarstw rolnych;
- przeciwdziałanie nadmiernej koncentracji nieruchomości rolnych;
- zapewnienie prowadzenia działalności rolniczej w gospodarstwach rolnych przez osoby o odpowiednich kwalifikacjach;
- wspieranie rozwoju obszarów wiejskich;
- wdrażanie i stosowanie instrumentów wsparcia rolnictwa;
- aktywną politykę rolną państwa.